# Assi finlandesi della seconda guerra mondiale
Quella che segue è la lista degli assi finlandesi della seconda guerra mondiale, tutti appartenenti all'aeronautica militare.
Nella colonna delle unità è indicato il numero dello squadrone dove ha militato l'aviatore (es. "24º" significa "24º squadrone", in finlandese Lentolaivue 24 – LeLv 24). I nomi sono indicati in ordine alfabetico; quelli evidenziati rappresentano piloti morti in azione (KIA) o uccisi in un incidente di volo (KIFA) o dispersi in azione (MIA). La sigla "POW" sta a significare prigioniero di guerra (Prisoner Of War in inglese).

## A
| Nome e cognome | Grado                  | Vittorie totali in tempo di guerra | Unità    | Note |
| -------------- | ---------------------- | ---------------------------------- | -------- | ---- |
| Lasse Aaltonen | Sergente maggiore      | 12,5                               | 26º, 34º |      |
| Leo Ahokas     | Sergente maggiore capo | 12                                 | 24º      |      |
| Klaus Alakoski | Sergente maggiore capo | 26                                 | 26º, 34º |      |
| Sakari Alapuro | 1º tenente             | 5                                  | 32º      |      |
| Martti Alho    | Sergente maggiore      | 15                                 | 24º      | KIFA |
| Onni Avikainen | Sergente               | 6                                  | 24º      |      |

## B
| Nome e cognome | Grado    | Vittorie totali in tempo di guerra | Unità    | Note    |
| -------------- | -------- | ---------------------------------- | -------- | ------- |
| Paavo Berg     | Capitano | 9,5                                | 26º, 32º | KIA/MIA |
| Aulis Bremer   | Capitano | 8                                  | 32º      |         |

## D
| Nome e cognome | Grado    | Vittorie totali in tempo di guerra | Unità | Note |
| -------------- | -------- | ---------------------------------- | ----- | ---- |
| Matti Durchman | Sergente | 6                                  | 34º   |      |

## E
| Nome e cognome   | Grado                  | Vittorie totali in tempo di guerra | Unità     | Note                                               |
| ---------------- | ---------------------- | ---------------------------------- | --------- | -------------------------------------------------- |
| Olavi Ehrnrooth  | Maggiore               | 5                                  | KoeL, 32º | KIFA Tre vittorie ottenute durante l'addestramento |
| Niilo Erkinheimo | Sergente maggiore capo | 10,5                               | 32º, 34º  | KIFA                                               |
| Veikko Evinen    | 1º tenente             | 5                                  | 32º, 34º  | KIA/MIA                                            |

## F
| Nome e cognome | Grado       | Vittorie totali in tempo di guerra | Unità         | Note |
| -------------- | ----------- | ---------------------------------- | ------------- | ---- |
| Mauno Fräntilä | Maresciallo | 5,5                                | 24º, 32º, 34º |      |

### G
| Nome e cognome | Grado                  | Vittorie totali in tempo di guerra | Unità | Note |
| -------------- | ---------------------- | ---------------------------------- | ----- | ---- |
| Aimo Gerdt     | Sergente maggiore capo | 6                                  | 32º   |      |

### H
| Nome e cognome  | Grado                  | Vittorie totali in tempo di guerra | Unità | Note                                          |
| --------------- | ---------------------- | ---------------------------------- | ----- | --------------------------------------------- |
| Jaakko Hillo    | 1º tenente             | 8                                  | 32º   |                                               |
| Eero Halonen    | Sergente               | 16                                 | 24º   |                                               |
| Lars Hattinen   | Sergente maggiore capo | 6                                  | 28º   | Tre vittorie pilotando un Mörkö-Morane MS.406 |
| Tatu Huhanantti | 1º tenente             | 6                                  | 24    | KIA/MIA                                       |
| Jouko Huotari   | Sergente maggiore      | 17,5                               | 24º   |                                               |

### I
| Nome e cognome | Grado             | Vittorie totali in tempo di guerra | Unità | Note    |
| -------------- | ----------------- | ---------------------------------- | ----- | ------- |
| Sakari Ikonen  | Sergente maggiore | 6                                  | 24º   |         |
| Martti Inehmo  | 2º tenente        | 8                                  | 28º   | KIA/MIA |

### J
| Nome e cognome     | Grado                  | Vittorie totali in tempo di guerra | Unità    | Note                                                        |
| ------------------ | ---------------------- | ---------------------------------- | -------- | ----------------------------------------------------------- |
| Tapio Järvi        | Sergente maggiore capo | 28,5                               | 24º      |                                                             |
| Ilmari Joensuu     | Sergente               | 5                                  | 26º      |                                                             |
| Lauri Jutila       | Sergente maggiore      | 7,5                                | 32º, 34º | KIA/MIA                                                     |
| Ilmari Juutilainen | Maresciallo            | 94                                 | 24º, 34º | 2x Croci di Mannerheim Migliore asso finlandese in assoluto |

### K
| Nome e cognome   | Grado                  | Vittorie totali in tempo di guerra | Unità              | Note                             |
| ---------------- | ---------------------- | ---------------------------------- | ------------------ | -------------------------------- |
| Jaakko Kajanto   | Sergente maggiore capo | 5                                  | 32º                | KIA/MIA                          |
| Martti Kalima    | Capitano               | 10,5                               | 30º, 10º, 14º      |                                  |
| Kyösti Karhila   | 1º tenente             | 32                                 | 32º, 30º, 34º, 24º |                                  |
| Jorma Karhunen   | Capitano               | 31                                 | 24º                | Croce di Mannerheim              |
| Veikko Karu      | Capitano               | 10                                 | 26º, 28º, 30º      | Croce di Mannerheim              |
| Nils Katajainen  | Sergente maggiore      | 35,5                               | 24º                | Croce di Mannerheim              |
| Osmo Kauppinen   | 1º tenente             | 5,5                                | 24º                |                                  |
| Viljo Kauppinen  | Sergente maggiore capo | 9,5                                | 24º                |                                  |
| Kosti Keskinummi | Sergente               | 5,5                                | 24º                |                                  |
| Aaro Kiljunen    | Sergente               | 5,5                                | 32º                |                                  |
| Eero Kinnunen    | Maresciallo            | 22,5                               | 24º                | KIA/MIA                          |
| Mauno Kirjonen   | 2º tenente             | 10                                 | 32º, 34º           |                                  |
| Pekka Kokko      | 1º tenente             | 13,5                               | 24º                |                                  |
| Arvo Koskelainen | Sergente               | 5                                  | 24º                |                                  |
| Eino Koskinen    | Maresciallo            | 12,5                               | 32º                | Una vittoria pilotando un LaGG-3 |

### L
| Nome e cognome   | Grado                  | Vittorie totali in tempo di guerra | Unità         | Note                |
| ---------------- | ---------------------- | ---------------------------------- | ------------- | ------------------- |
| Ahti Laitinen    | 1º tenente             | 10                                 | 24º           | POW                 |
| Vilppu Lakio     | 1º tenente             | 5                                  | 24º           |                     |
| Heimo Lampi      | 2º tenente             | 13,5                               | 24º           |                     |
| Kullervo Lahtela | Capitano               | 10,5                               | 32º, 34º      |                     |
| Lauri Lautamäki  | Maresciallo            | 5,5                                | 26º           |                     |
| Urho Lehtovaara  | Maresciallo            | 44,5                               | 28º, 34º      | Croce di Mannerheim |
| Hemmo Leino      | Sergente maggiore capo | 11                                 | 30º, 14º, 34º |                     |
| Kim Lindberg     | 1º tenente             | 5                                  | 24º           |                     |
| Aarre Linnamaa   | 2º tenente             | 6                                  | 28º           | KIA/MIA             |
| Erik Lyly        | Sergente maggiore capo | 8                                  | 24º, 34º      |                     |
| Aulis Lumme      | 1º tenente             | 16,5                               | 24º           |                     |
| Eino Luukkanen   | Maggiore               | 56                                 | 24º, 34º      | Croce di Mannerheim |

### M
| Nome e cognome   | Grado      | Vittorie totali in tempo di guerra | Unità    | Note                |
| ---------------- | ---------- | ---------------------------------- | -------- | ------------------- |
| Gustaf Magnusson | Maggiore   | 5,5                                | 24º      | Croce di Mannerheim |
| Pauli Massinen   | 1º tenente | 5                                  | 28º      |                     |
| Ture Mattila     | 1º tenente | 8                                  | 30º, 34º |                     |
| Paavo Mellin     | Sergente   | 5,5                                | 24º      | POW                 |
| Kai Metsola      | 1º tenente | 10,5                               | 24       |                     |
| Paavo Myllylä    | 1º tenente | 21                                 | 28º, 34º |                     |
| Jouko Myllymäki  | Capitano   | 5                                  | 28º, 24º | KIA/MIA             |

### N
| Nome e cognome  | Grado                  | Vittorie totali in tempo di guerra | Unità         | Note    |
| --------------- | ---------------------- | ---------------------------------- | ------------- | ------- |
| Urho Nieminen   | Capitano               | 11                                 | 26º           |         |
| Lauri Nissinen  | 1º tenente             | 32,5                               | 24º           | KIA/MIA |
| Aaro Nuorala    | Sergente maggiore capo | 14,5                               | 30º, 14º, 34º |         |
| Pentti Nurminen | Capitano               | 6                                  | 32º           | KIFA    |
| Atte Nyman      | 1º tenente             | 5                                  | 24º           |         |

### P
| Nome e cognome | Grado                  | Vittorie totali in tempo di guerra | Unità    | Note                                       |
| -------------- | ---------------------- | ---------------------------------- | -------- | ------------------------------------------ |
| Yrjö Pallasvuo | 2º tenente             | 13                                 | 32º, 34º | KIA/MIA                                    |
| Onni Paronen   | Sergente maggiore      | 12,5                               | 26º, 34º |                                            |
| Mikko Pasila   | 1º tenente             | 10                                 | 24º      |                                            |
| Lauri Pekuri   | Capitano               | 18,5                               | 24º, 34º | POW                                        |
| Eino Peltola   | Sergente maggiore capo | 10,5                               | 24º, 34º | KIA/MIA                                    |
| Väinö Pokela   | 1º tenente             | 5                                  | 24º, 34º |                                            |
| Valio Porvari  | Maresciallo            | 7,5                                | 26º      | Una vittoria pilotando un Bristol Bulldog  |
| Olli Puhakka   | Capitano               | 42                                 | 26º, 24º | Croce di Mannerheim                        |
| Olavi Puro     | 1º tenente             | 36                                 | 6º, 24º  | Due vittorie pilotando un Polikarpov I-153 |
| Viktor Pyötsiä | Maresciallo            | 19,5                               | 24º      |                                            |

### R
| Nome e cognome   | Grado       | Vittorie totali in tempo di guerra | Unità | Note |
| ---------------- | ----------- | ---------------------------------- | ----- | ---- |
| Eero Riihikallio | 1º tenente  | 16,5                               | 24º   |      |
| Veikko Rimminen  | Maresciallo | 5,5                                | 24º   |      |

### S
| Nome e cognome    | Grado             | Vittorie totali in tempo di guerra | Unità | Note    |
| ----------------- | ----------------- | ---------------------------------- | ----- | ------- |
| Jorma Saarinen    | 1º tenente        | 23                                 | 24º   | KIA/MIA |
| Pauli Salminen    | Sergente maggiore | 6                                  | 32º   |         |
| Urho Sarjamo      | 1º tenente        | 12,5                               | 24º   | KIA/MIA |
| Jorma Sarvanto    | Capitano          | 17                                 | 24º   |         |
| Joel Savonen      | 1º tenente        | 8                                  | 24º   |         |
| Per-Erik Sovelius | Capitano          | 12,5                               | 24º   |         |
| Väinö Suhonen     | 1º tenente        | 19,5                               | 24º   |         |

### T
| Nome e cognome | Grado                  | Vittorie totali in tempo di guerra | Unità         | Note                |
| -------------- | ---------------------- | ---------------------------------- | ------------- | ------------------- |
| Antti Tani     | Sergente maggiore      | 21,5                               | 28º, 34º      |                     |
| Erik Teromaa   | 1º tenente             | 19                                 | 24º, 26º      |                     |
| Kalevi Tervo   | 1º tenente             | 23                                 | 24º, 32º, 34º | KIA/MIA             |
| Pentti Tilli   | Sergente maggiore capo | 5                                  | 24º           | KIA/MIA             |
| Toivo Tomminen | Sergente               | 6,5                                | 28º           | KIA/MIA             |
| Iikka Törrönen | Capitano               | 11                                 | 24º           | KIA/MIA             |
| Nils Trontti   | 1º tenente             | 7                                  | 26º           |                     |
| Oiva Tuominen  | Maresciallo            | 44                                 | 26º, 34º      | Croce di Mannerheim |
| Yrjö Turkka    | Maresciallo            | 17                                 | 24º, 34º      |                     |

### V
| Nome e cognome | Grado                  | Vittorie totali in tempo di guerra | Unità | Note |
| -------------- | ---------------------- | ---------------------------------- | ----- | ---- |
| Emil Vesa      | Sergente maggiore      | 29,5                               | 24    |      |
| Kelpo Virta    | Sergente maggiore capo | 6                                  | 24º   | KIFA |
| Väinö Virtanen | Sergente               | 7                                  | 32º   |      |

### W
| Nome e cognome | Grado    | Vittorie totali in tempo di guerra | Unità | Note                   |
| -------------- | -------- | ---------------------------------- | ----- | ---------------------- |
| Hans Wind      | Capitano | 75                                 | 24º   | 2x Croci di Mannerheim |